# Stephen J. Friedman
Stephen J. Friedman (* 15. März 1937 in New York City; † 4. Oktober 1996 in Brentwood, Kalifornien) war ein US-amerikanischer Filmproduzent.

## Leben
Friedman studierte an der Wharton School sowie der Harvard University. Zunächst arbeitete er als Anwalt für die Federal Trade Commission sowie Columbia Pictures und Paramount Pictures. Später erwarb an die Rechte an einem Roman von Larry McMurtry und produzierte 1971 mit Die letzte Vorstellung seinen ersten Film. In den 1980er Jahren gründete er mit Kings Road Production seine eigene Produktionsfirma. 
Für den Film Aus Liebe zu Molly von Sidney Lumet verfasste Friedman erst- und einmalig auch das Drehbuch. 
Bei der Oscarverleihung 1972 war er für Die letzte Vorstellung in der Kategorie Bester Film nominiert. Bei den Independent Spirit Awards 1988 erhielt er eine Nominierung ebenfalls in der Kategorie Bester Film für den Streifen The Big Easy – Der große Leichtsinn.

## Filmografie (Auswahl)
- 1971: Die letzte Vorstellung (The Last Picture Show)
- 1974: Aus Liebe zu Molly (Lovin’ Molly)
- 1977: Schlappschuss (Slap Shot)
- 1978: Heißes Blut (Bloodbrothers)
- 1979: Die Chance seines Lebens (Fast Break)
- 1980: Ein wahrer Held (Hero at Large)
- 1980: Kleine Biester (Little Darlings)
- 1981: Die Nadel (Eye of the Needle)
- 1984: Solo für 2 (All of Me)
- 1985: Creator – Der Professor und die Sünde (Creator)
- 1985: Enemy Mine – Geliebter Feind (Enemy Mine)
- 1986: Gangster Kid (Touch and Go)
- 1986: The Big Easy – Der große Leichtsinn (The Big Easy)
- 1987: Morgan räumt auf (Morgan Stewart’s Coming Home)
- 1991: Kickboxer 2 – Der Champ kehrt zurück (Kickboxer 2: The Road Back)
- 1992: Karate Tiger 6 – Entscheidung in Rio (Kickboxer 3: The Art of War)
- 1992: Paydirt – Schmutziges Geld (There Goes the Neighborhood)
- 1995: Kickboxer 5 – Redemption (Redemption: Kickboxer 5)